# Gare de Laboissière - Fescamps
La gare de Laboissière - Fescamps est une gare ferroviaire fermée de la ligne de Saint-Just-en-Chaussée à Douai, située sur le territoire de la commune de Fescamps, à proximité de Laboissière-en-Santerre, dans le département de la Somme, en région Hauts-de-France. Le bâtiment voyageurs est démoli, mais il subsiste encore la halle à marchandises.

## Situation ferroviaire
Établie à 88 mètres d'altitude, la gare de Laboissière - Fescamps est située au point kilométrique (PK) 109,178 de la ligne de Saint-Just-en-Chaussée à Douai, entre les gares de Faverolles et de Grivillers.

## Histoire
La ligne et les autres gares sont fermées, les voies sont déposées. La ligne entre Montdidier et Laboissière - Fescamps est déclassée depuis le 10 avril 1996.